# Grüner Blütenspanner
Der Grüne Blütenspanner (Chloroclystis v-ata) ist ein Schmetterling (Nachtfalter) aus der Familie der Spanner (Geometridae).

## Merkmale
Die Falter erreichen eine Flügelspannweite von 14 bis 19 Millimetern. Die Flügel besitzen eine grüne Grundfärbung und an den Vorderflügeln ist eine v-förmige schwarze Zeichnung zu finden, die Teil einer Querlinie ist. Die Hinterflügel sind grau bis weiß und zur Außenseite hin dunkler. Charakteristisch ist auch die Ruhehaltung, bei der die Flügel wie bei Tagfaltern entweder halb nach oben stehen oder geschlossen über den Körper gelegt werden. Der Thorax ist ebenfalls grün und oben mit einer schwarzen Zeichnung versehen. Die grüne Grundfarbe verblasst ziemlich schnell nach dem Schlupf des Falters.
Die Raupen werden nur etwa 16 Millimeter lang und sind verschieden gefärbt, wobei Grundfarben wie Grün, Grau, Braun oder Rotbraun auftreten. Auf dem Rücken befinden sich schwarze, dreieckige Zeichnungen, die aber auch fehlen können. Die Raupe des Grünen Blütenspanners ähnelt denen anderer Arten, so dass sie nur schwer sicher bestimmt werden kann.

### Flugzeit
Die Art bildet zwei Generationen pro Jahr, die sich teilweise überlappen. Die Falter fliegen von April bis Juni und von Juli bis August in der Dämmerung und in der Dunkelheit. An Lichtquellen kann man sie regelmäßig in geringer Zahl beobachten. Bei ungünstigen klimatischen Bedingungen wie im Norden von England und Schottland tritt nur eine Generation in Erscheinung.

## Verbreitung
Der Grüne Blütenspanner ist von Europa über Asien bis nach Japan verbreitet. Die Falter findet man an feuchten Orten, in warmen Gebieten und in Gärten.

## Lebensweise
Zu den Raupenfutterpflanzen zählen unter anderem Dost (Origanum vulgare), Waldrebe (Clematis spec.), Holunder (Sambucus spec.) und Brombeere (Rubus spec.), wobei die Tiere hauptsächlich an den Blüten fressen. Die Puppen der zweiten Generation überwintern im Boden.